# 奥林迪纳
奥林迪纳（葡萄牙語：Olindina）是巴西巴伊亚州的一个市镇。总面积575.412平方公里，总人口25694人，人口密度44.7人/平方公里。